# Per Ahlin
Per Olof Johan Ahlin, född 23 januari 1961, är en svensk journalist, lektor, författare och debattör, som sedan åtminstone 1992 arbetar som ledarskribent på oberoende liberala Dagens Nyheter.
Ahlin är juris doktor i internationell rätt och universitetslektor i folkrätt vid Stockholms universitet. Han disputerade 1993 på avhandlingen "Folkrätten i svensk säkerhetspolitik". Tidigare har han varit bland annat krönikör, bokrecensent, utrikesredaktör, utrikespolitisk kommentator, ölprovare, -skribent och -expert samt översättare på tidningen. Dessutom har Per Ahlin publicerat böcker om bland annat EU-rätt och folkrättens roll i svensk säkerhetspolitik. Han har gjort sig känd som en försvarare av FN.